# Let it be (pesem)
Pesem Let it Be (slovensko ``Pa naj bo´´), je bila pesem, ki jo je leta 1969 napisal Paul McCartney za istomenski album Let it Be. Pesem je izšla kot single 6. marca 1970. Je ena najbolj znanih pesmi od Beatlov.
Neke noči je Paul McCartney sanjal o njegovi materi, ki mu je umrla, ko je bil star 14 let. 
Govorila mu je ``Just, let it be´´( Pa naj bo). Odločil se je, da bo to upesnil.                                                    
Pesem je doživela izjemne kritike. Danes velja za eno najbolj prepoznavnih beatlskih pesmi.                                                          
Leta 2010 jo je revija Rolling Stone proglasila za 8. najboljšo pesem vseh časov.                                                                         
Paul McCartney: Glavni vokal, klavir, bas kitara       
John Lennon: Bas kitara, stranski vokal
George Harrison: Vodilna kitara, stranski vokal
Ringo Starr: Bobni
DRUGI IZVAJALCI:
Billy Preston: Orgle
Linda McCartney: Stranski vokal
Peter Halling: Violončelo
Neznani izvajalci: 2 trobenti, 2 pozavni, tenorski saksofon